# میلدرد (کانزاس)
میلدرد (به انگلیسی: Mildred) شهری در ایالت کانزاس کشور ایالات متحده آمریکا است که جمعیت آن در سرشماری سال ۲۰۱۰ میلادی، ۲۸ نفر بوده‌است.